# Termini Imerese
Termini Imerese (Tèrmini in siciliano) è un comune italiano di 24 635 abitanti della città metropolitana di Palermo in Sicilia.
È uno tra i più importanti comuni della città metropolitana di Palermo, da cui dista 33 km. Sede di distretto giudiziario, è un importante snodo ferroviario e marittimo grazie alla presenza di una stazione ferroviaria ben collegata con il territorio e di un ampio porto mercantile.
Culturalmente interessante per via delle vicine rovine di Himera e dell'antiquarium ad esse connesso, per la presenza di numerose e interessanti chiese, di ruderi di periodo romano e di reperti preistorici, nonché per l'annuale festività del Carnevale termitano, uno dei più antichi d’Italia, ed erede diretto dell'antico Carnevale di Palermo. Nella parte bassa della città, nel cuore del centro storico termitano, si trova lo stabilimento termale del Grand Hotel delle Terme, dove sgorgano pregiate acque di derivazione vulcanica note sin dall’antichità.
Nel suo territorio, e in quello dei vicini centri di Sciara e Caccamo, è accolta la Riserva naturale orientata Monte San Calogero, un'area naturale costituita dal sistema montuoso del San Calogero, che si erge tra la costa del Golfo di Termini Imerese e il fertile e pianeggiante territorio circostante. Nella zona est del territorio imerese è presente un'importante zona industriale, conosciuta per l'ex stabilimento Fiat, in cui sorge la centrale Enel "Ettore Majorana".

## Clima
| Termini Imerese     | Mesi | Mesi | Mesi | Mesi | Mesi | Mesi | Mesi | Mesi | Mesi | Mesi | Mesi | Mesi | Stagioni | Stagioni | Stagioni | Stagioni | Anno |
| Termini Imerese     | Gen  | Feb  | Mar  | Apr  | Mag  | Giu  | Lug  | Ago  | Set  | Ott  | Nov  | Dic  | Inv      | Pri      | Est      | Aut      | Anno |
| ------------------- | ---- | ---- | ---- | ---- | ---- | ---- | ---- | ---- | ---- | ---- | ---- | ---- | -------- | -------- | -------- | -------- | ---- |
| T. max. media (°C)  | 14,2 | 14,5 | 15,9 | 18,4 | 22,4 | 26,3 | 29,2 | 29,5 | 26,8 | 22,8 | 18,8 | 15,6 | 14,8     | 18,9     | 28,3     | 22,8     | 21,2 |
| T. min. media (°C)  | 8,6  | 8,5  | 9,4  | 11,4 | 14,7 | 18,6 | 21,4 | 22,0 | 19,9 | 16,4 | 12,9 | 10,1 | 9,1      | 11,8     | 20,7     | 16,4     | 14,5 |
| Precipitazioni (mm) | 75   | 62   | 50   | 43   | 20   | 7    | 4    | 13   | 37   | 80   | 75   | 80   | 217      | 113      | 24       | 192      | 546  |

## Storia
Il sito, fortificato naturalmente, dove sorge il nucleo più antico della città, fu abitato sin dalla preistoria, grazie anche alla presenza di grotte e di ripari sotto roccia. Una stazione preistorica dell'Epigravettiano è documentata nel cosiddetto riparo del castello di Termini.
Dopo la distruzione di Imera da parte dei Cartaginesi, nel 409 a.C., l'insediamento fu ricostruito due anni dopo (407 a.C.) a 12 km ad ovest del precedente, nel luogo dove oggi sorge Termini Imerese. Il nome che esso allora assunse Thermai Himeraìai (in latino Thermae Himerae) è dovuto all'esistenza nei pressi di sorgenti di acque calde, ancor oggi utilizzate: le Terme moderne, nella città bassa, occupano lo stesso luogo di quelle romane, delle quali conservano ancora alcuni resti. Note già molto prima della distruzione di Imera, queste acque sono, infatti, ricordate da Pindaro nella XII olimpica, in onore di Ergoteles di Imera. Secondo il mito, esse sarebbero sgorgate ad opere delle Ninfe, che volevano compiacere Atena: in esse si sarebbe bagnato per la prima volta Ercole, dopo la lotta contro Erice. Le monete di Termini, che sul dritto hanno la testa di Ercole e sul rovescio tre Ninfe, s'ispirano a questo mito.
Secondo Diodoro Siculo, la città sarebbe stata fondata dai Cartaginesi, con l'apporto di coloni libici, ma Cicerone afferma che si trattava in realtà di superstiti di Imera: è probabile del resto che le due informazioni non siano contraddittorie, e che nella colonia punica siano successivamente confluiti gli esuli d'Imera. Ciò sembra confermato dal fatto che, quando Dionigi attaccò l'eparchia cartaginese, nel 397 a.C., egli ottenne l'appoggio dei Termitani. Nel 361 a.C., quando la città era sotto il dominio cartaginese, vi nacque Agatocle, il futuro tiranno di Siracusa, figlio di un esule di Reggio. Questi farà di Terme una delle sue basi nella lotta contro i Cartaginesi.
Nel 260 a.C., nel corso della prima guerra punica, i Romani subirono presso la città una durissima sconfitta ad opera di Amilcare, ma successivamente riuscirono a conquistarla, nel 253 a.C. . Da allora rimase fedele a Roma, e fu tra quelle soggette a tributo. Dopo la conquista di Cartagine, nel 146 a.C., Scipione Emiliano restituì a Terme le opere d'arte sottratte dai Cartaginesi ad Imera: tra queste era una statua di Stesicoro, che vi aveva soggiornato. C'è pervenuta la base di una di queste statue, con parte dell'iscrizione. Nel corso delle guerre civili la città parteggiò contro Gneo Pompeo Magno (forse in essa vivevano molti di quei commercianti italici che costituivano una parte importante del partito mariano): Pompeo, nell'81 a.C., s'apprestava a punire duramente Terme, quando ne fu distolto dall'intervento del più influente cittadino, Stenio, che, da partigiano di Gaio Mario, divenne allora sostenitore ed amico di Pompeo (Plutarco); il che non impedì a Verre di spogliare la casa di Stenio delle sue opere d'arte e d'intentargli un processo.
Dopo la guerra con Sesto Pompeo Augusto, vi dedusse una colonia: è probabile che questo fatto costituisse una punizione per la città, che, per legami clientelari, aveva abbracciato probabilmente il partito pompeiano. La radicalità dell'operazione risulta dalle numerose iscrizioni latine che ci sono pervenute, e soprattutto dalla presenza massiccia in esse di nomi romani ed italici: il vecchio fondo della popolazione sembra praticamente scomparire all'inizio dell'età imperiale.
La continuità di vita attraverso il Medioevo ha probabilmente permesso la conservazione delle linee fondamentali dell'impianto primitivo. Il Foro corrispondeva probabilmente alla zona dell'attuale piazzale del Duomo (a nord della piazza Vittorio Emanuele), il cardo a via del Belvedere e il decumanus alle vie che conducono dal Duomo a San Giovanni.
Con la caduta dell'Impero Romano d'Occidente iniziò un periodo di decadenza della cittadina. Termini fu sede vescovile sino al XII secolo, anche se la serie dei vescovi presenta diverse lacune ed incertezze. Nel XIII secolo, durante la Dinastia Altavilla del Regno di Sicilia, divenne città regia e successivamente entrò a far parte delle città demaniali. La signoria di Termini, al termine delle Guerre del Vespro, è assegnata da Re Federico IV di Sicilia a Vinciguerra d'Aragona.
Soprattutto dal medioevo e sino agli inizi del XIX secolo fu uno dei maggiori centri di raccolta ed imbarco del grano e di altre derrate che venivano stoccate e sottoposte a dazio in appositi magazzini (Regio Caricatore). La presenza del caricatore fece la fortuna della cittadina che divenne uno dei maggiori porti siciliani ed ebbe intensi rapporti commerciali con le repubbliche marinare di Genova, Pisa e Venezia e con i maggiori porti mediterranei (Marsiglia, Barcellona etc.) e nel XVI secolo anche atlantici. Alla fine del Settecento fu sede della sezione Ereina Imerese dell'Accademia Ereina di Palermo e poco dopo dell'Accademia Euracea. Nel XIX secolo la chiusura del Caricatore del Grano fu l'inizio di una profonda crisi economica che si attenuò solo alla fine del secolo quando si svilupparono attività artigianali e protoindustriali. Il calo demografico, legato soprattutto all'emigrazione verso le Americhe, fu compensato agli inizi del XX secolo da un'immigrazione dall'Agrigentino, dal Messinese e dal Ragusano.

### Simboli
Lo stemma e il gonfalone sono stati concessi con decreto del presidente della Repubblica dell'8 novembre 1993.
Stemma
Gonfalone

### Onorificenze
Il 30 luglio 1953 a Termini Imerese è stato concesso il titolo di città.

## Monumenti e luoghi d'interesse

### Architetture religiose
A Termini Imerese vi sono numerose chiese:
- Duomo di San Nicola di Bari[8][9]
- Chiesa di Maria SS. Annunziata
- Chiesa di Sant'Orsola
- Chiesa di Santa Caterina d'Alessandria
- Chiesa di Santa Maria di Gesù
- Chiesa della Santa Croce al Monte (Chiesa del Monte)
- Chiesa di San Girolamo (Cappuccini)
- Chiesa di San Carlo Borromeo
- Chiesa della Madonna del Carmelo e convento dell'Ordine carmelitano
- Chiesa di Maria SS. della Provvidenza (S. Filippo Neri)
- Chiesa Parrocchiale Maria SS. della Consolazione
- Chiesa di Maria SS. dell'Odigitria (Itria)
- Chiesa della Madonna della Catena
- Chiesa di S. Giacomo (antica Chiesa Madre)
- Chiesa di S. Caterina
- Chiesa del SS. Salvatore
- Chiesa di Sant'Anna
- Chiesa di San Giuseppe
- Chiesa di Sant'Antonio
- Chiesa di Sant'Antoninello
- Chiesa di San Francesco Saverio
- Chiesa del Crocifisso dei Pirreri
- Chiesa di San Bartolomeo
- Chiesa di Santa Marina
- Chiesa di San Calogero
- Chiesa di San Lorenzo
- Chiesa di San Pietro
- Chiesa di Santa Lucia
- Chiesa di San Francesco di Paola (Santo Padre)
- Chiesa di San Marco
- Chiesa di San Giovanni Battista (ne resta solo il campanile restaurato nella Villa Palmeri)

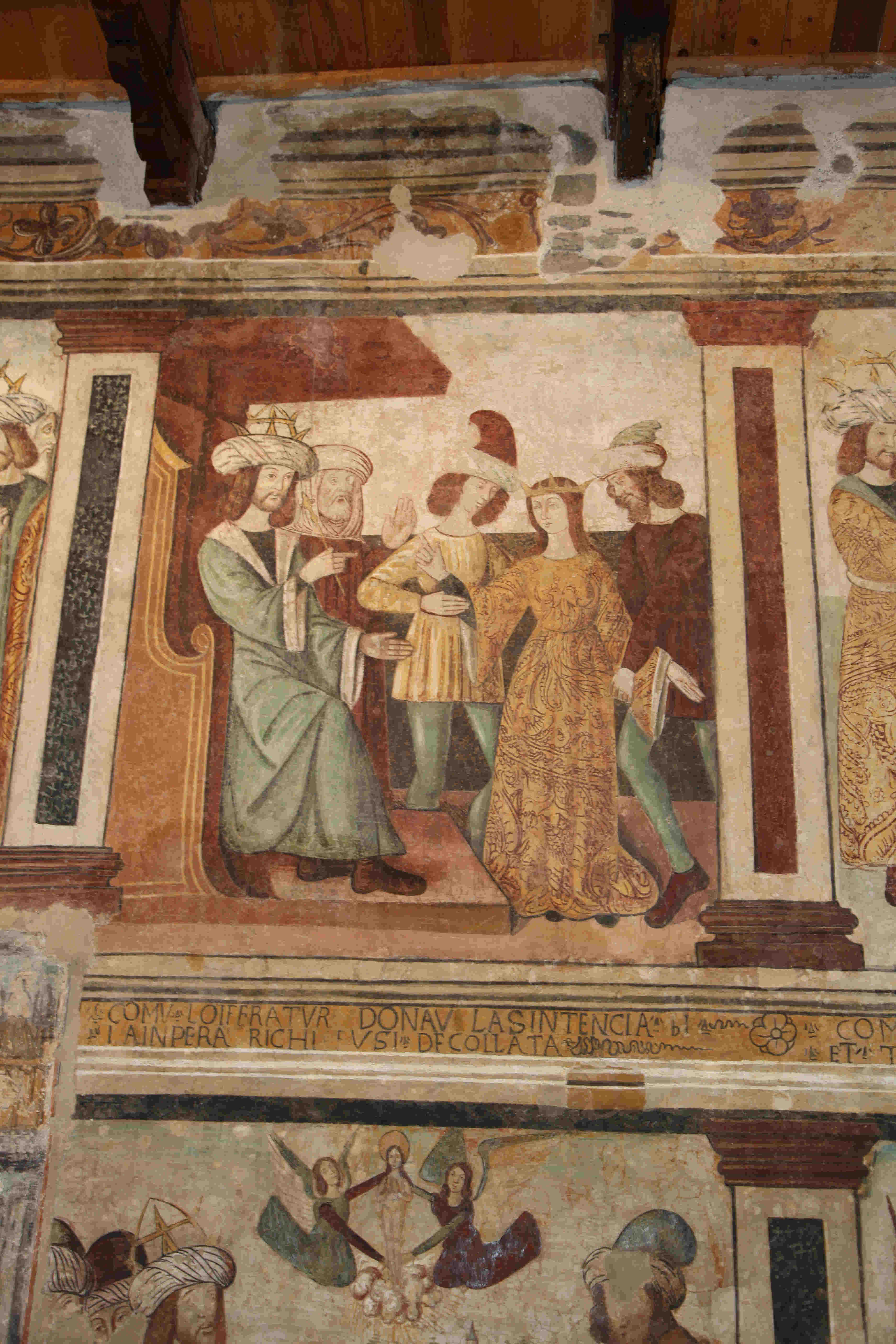
Chiesa di Santa Caterina d'Alessandria
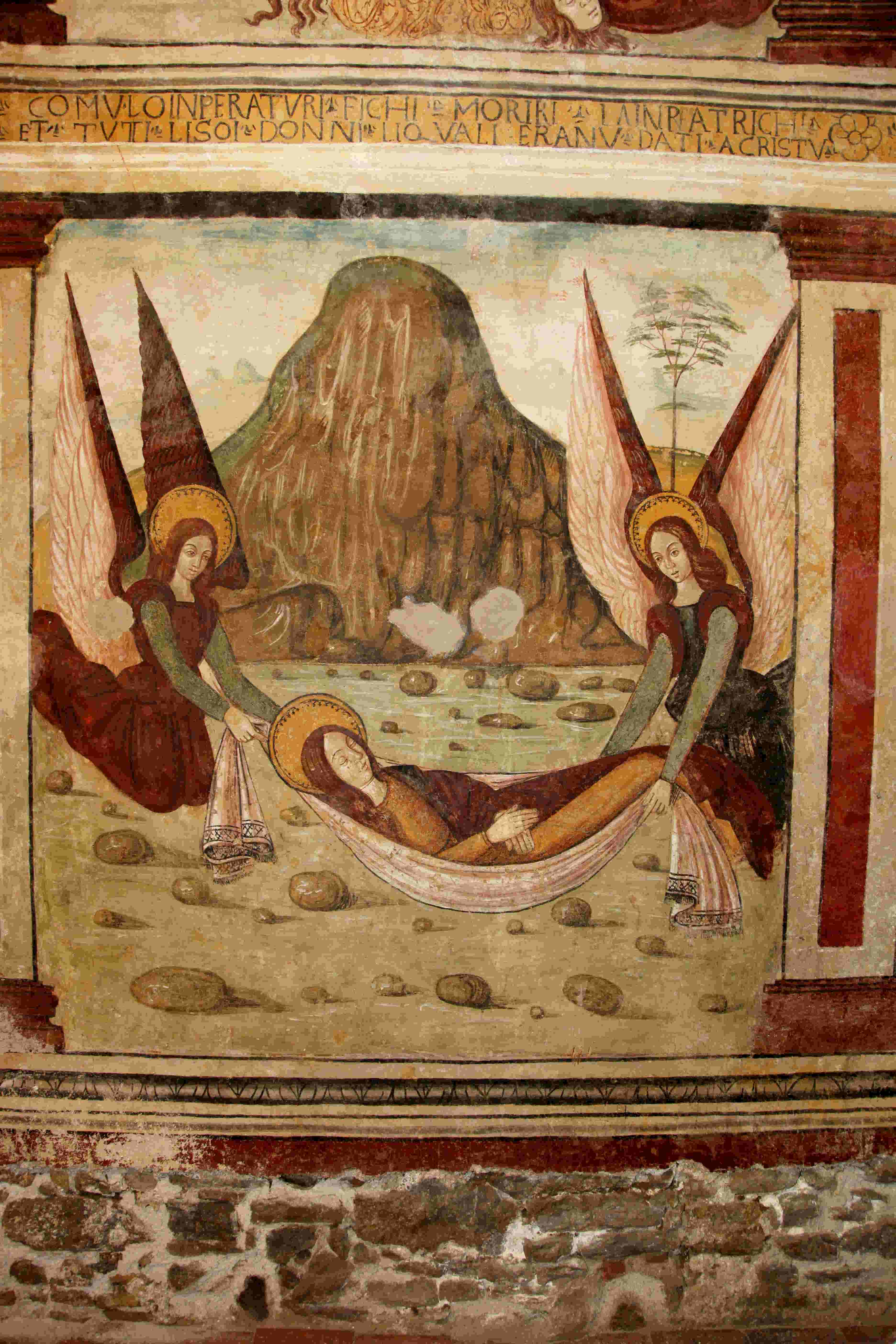
Chiesa di Santa Caterina d'Alessandria
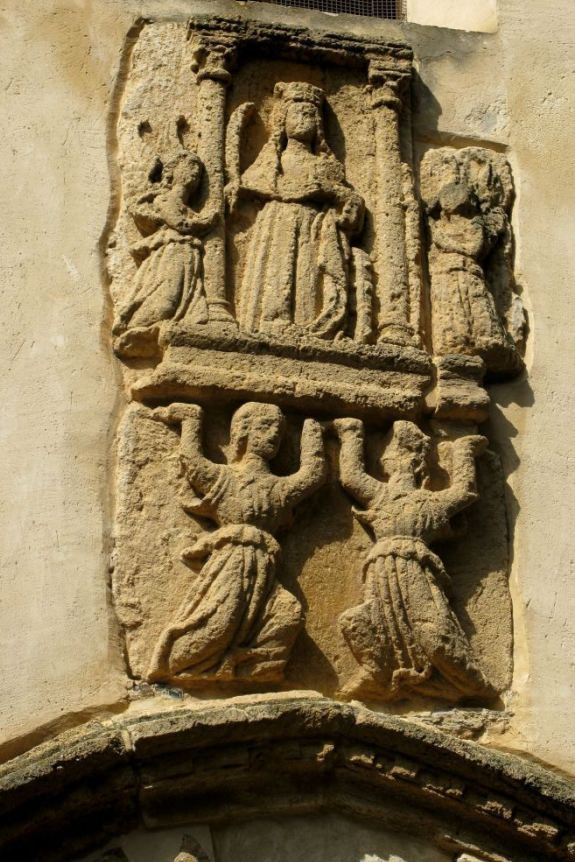
Bassorilievo in Santa Caterina d'Alessandria

### Architetture civili
Resti di edifici romani furono visti in passato presso il Duomo, e identificati senza motivo con la casa di Stenio: si trattava probabilmente di costruzioni pubbliche annesse al Foro. A quest'ultimo appartiene verosimilmente un grande portico scoperto nel secolo scorso lungo il fianco sinistro del Duomo e la via del Belvedere: trattasi di un edificio allungato (m 130 x 18,40), preceduto da una gradinata con un colonnato a est e una serie d'ambienti ad ovest, pavimentati in signino, databile tra il II e il I secolo a.C.
Un altro monumento superstite della città si trova nella Villa Palmeri (o Municipale). Si tratta di resti di un edificio in opera cementizia, con paramento a blocchetti; falsamente identificato con la curia. Non lontano è l'anfiteatro, uno dei tre conosciuti in Sicilia (oltre a quelli di Siracusa e di Catania): esso occupa la zona compresa tra via Garibaldi e via San Marco, dove un gruppo di case ne ha conservato la pianta. È in gran parte realizzato con paramento a blocchetti in opera cementizia, e presenta un doppio ambulacro, fatto notevole per un edificio così piccolo (m 98 x 75 circa). La cavea era in parte scavata e in parte costruita: resta una parte dell'ordine inferiore delle arcate, visibile sul lato occidentale (in via Anfiteatro). Non sappiamo se esistessero ordini superiori. L'anfiteatro, come gli altri simili della Sicilia, fu probabilmente realizzato in età augustea, in relazione con la deduzione della colonia.
Negli stessi anni, e nella medesima occasione, dovette essere costruito l'acquedotto, il più importante e meglio conservato dell'isola. Le sorgenti si trovano 5 km ad est della città, alle falde del Monte San Calogero. Qui, in località Brucato, si possono ancora vedere i resti delle due vasche di decantazione. Il passaggio del torrente Barratina avveniva in località Fontana Superiore.
In un primo tempo dovette essere realizzato con un sifone lungo circa 600 m, del quale resta il castello di compressione a pianta esagonale, ben conservato, alto m 15,60 e poggiante su uno zoccolo quadrato di m 6 di lato. Su cinque dei lati si aprono finestre, e dal lato E partiva il condotto. Su questa torre era un tempo una grande iscrizione, ora scomparsa: aquae Cornealiae ductus p. XX. L'ultima indicazione ("venti piedi") corrisponde forse all'area di rispetto ai lati del manufatto.
Più tardi sembra che l'acquedotto passasse più a valle: in contrada Figurella è ancora visibile un ponte a doppio ordine di arcate (in origine nove nell'inferiore, quindici nel superiore: due archi per ogni ordine sono crollati), alto 14 m. La struttura, in opera cementizia con paramento in blocchetti, è la stessa dell'anfiteatro e della curia, e mostra d'appartenere allo stesso progetto edilizio, nel quale non si può identificare quello della colonia augustea.
Nei pressi della città, presso il fiume San Leonardo, sorge il ponte omonimo, fu ricostruito per la settima volta dal 1721 al 1723 sotto il regno di Carlo VI d’Asburgo dall'architetto Agatino Daidone. All'ingresso del ponte sorge un'iscrizione in latino che ne attesta la sestupla ricostruzione
Di notevole interesse nell’ambito dell’archeologia industriale gli edifici ottocenteschi nei pressi del porto che erano la sede dell’impresa di Pasquale Mormino, una delle principali realtà economiche della città all’epoca.

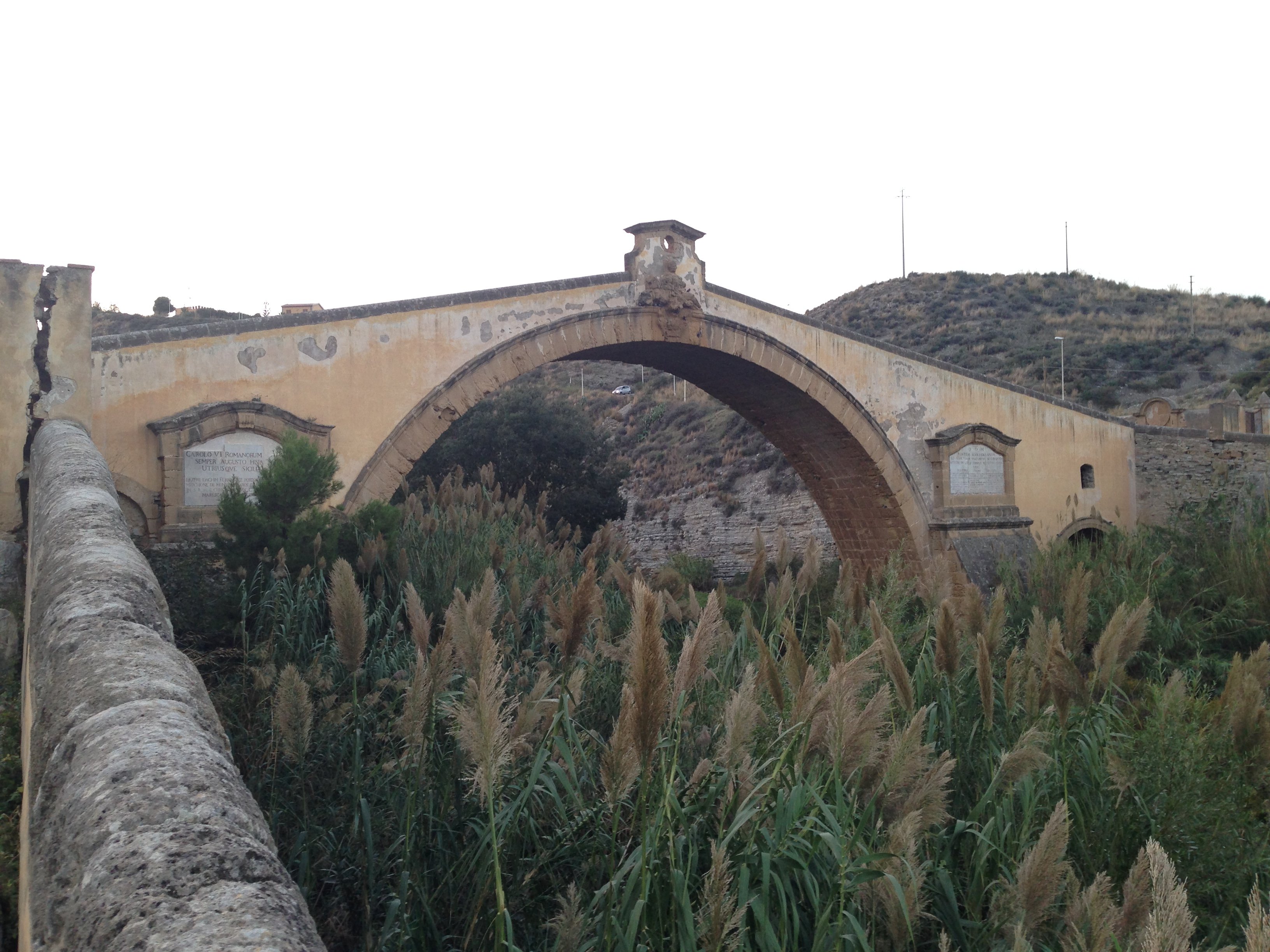
Ponte sul Fiume San Leonardo
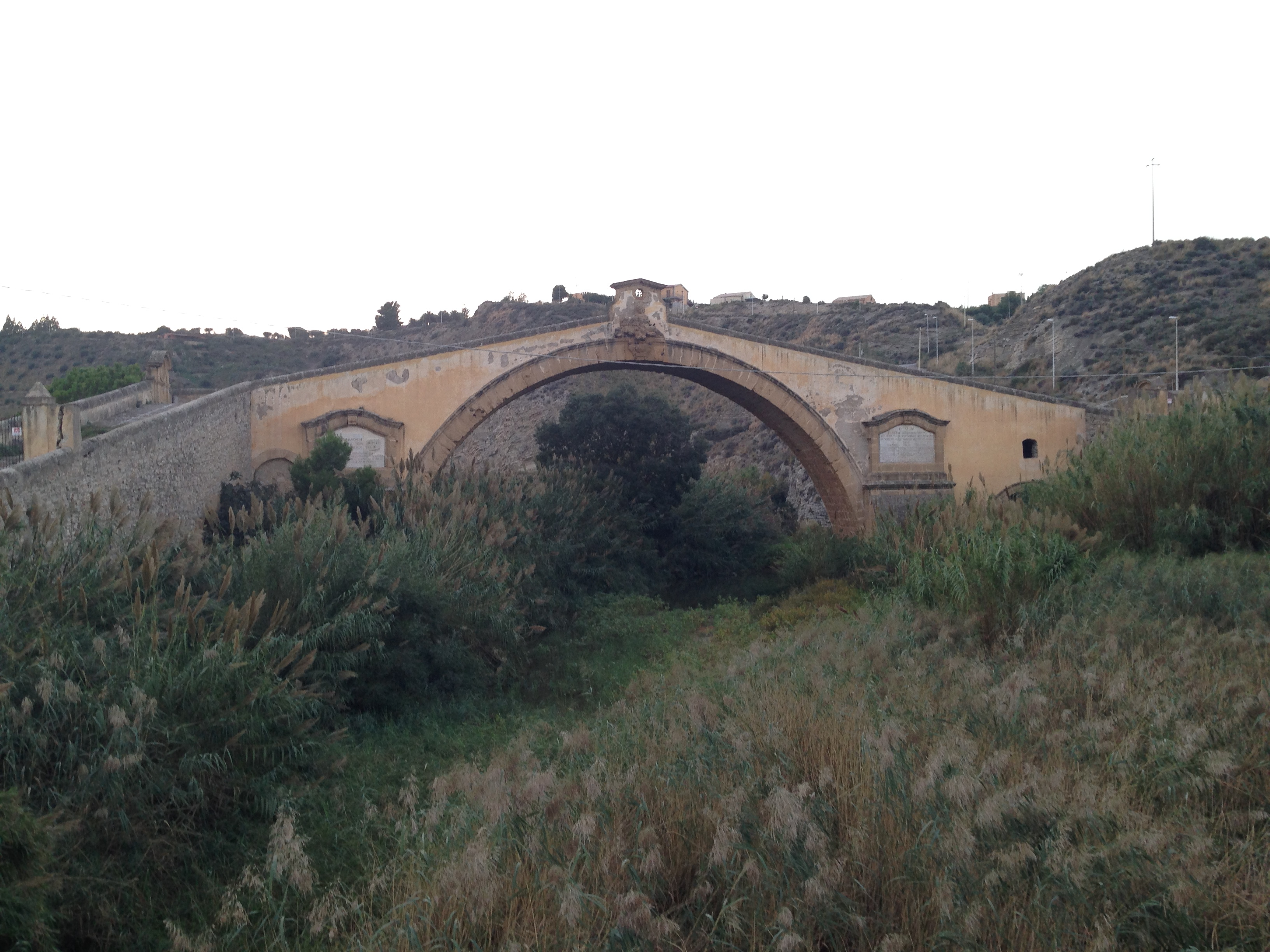
Ponte sul Fiume San Leonardo
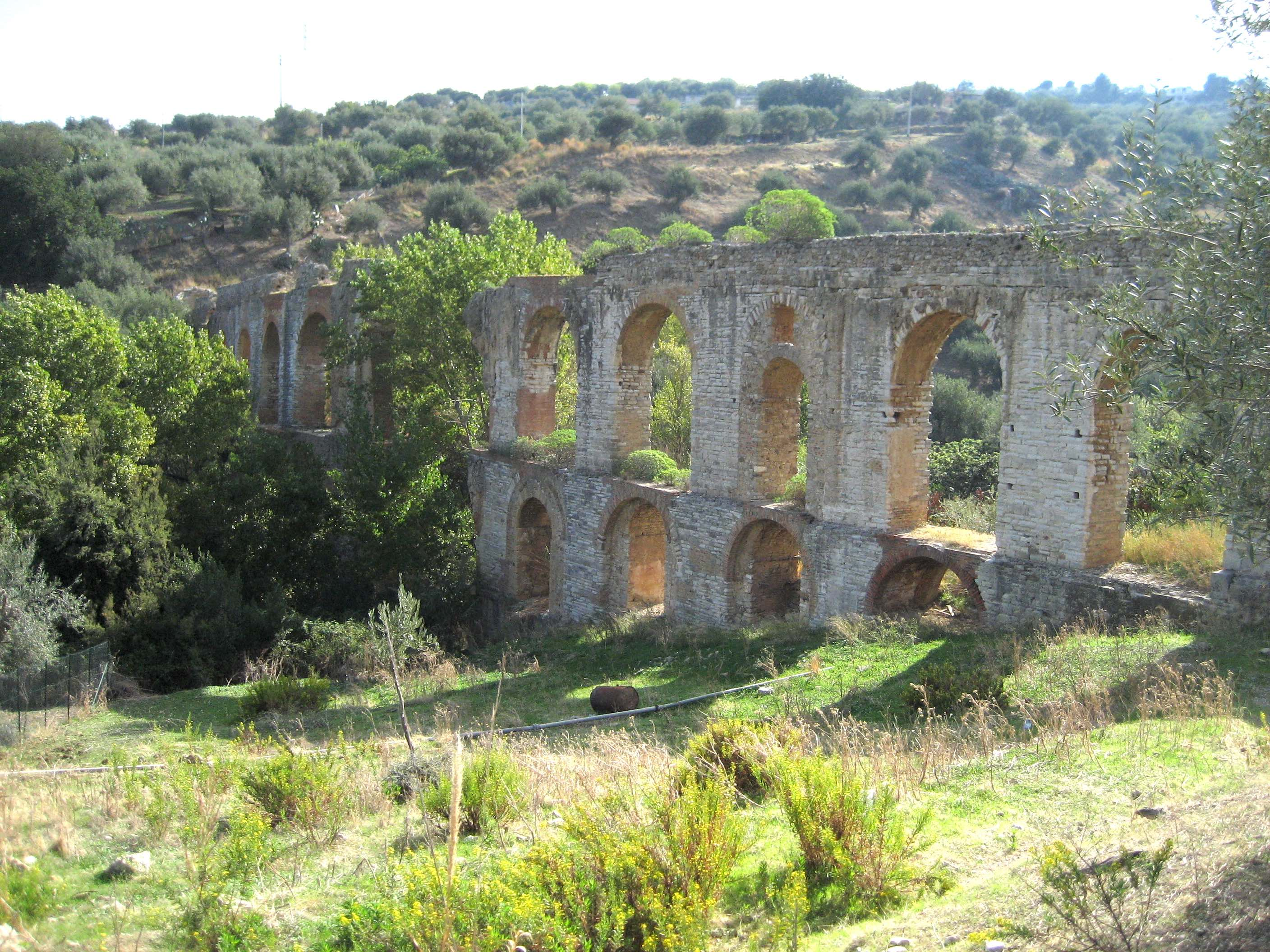
Termini Imerese Acquedotto romano
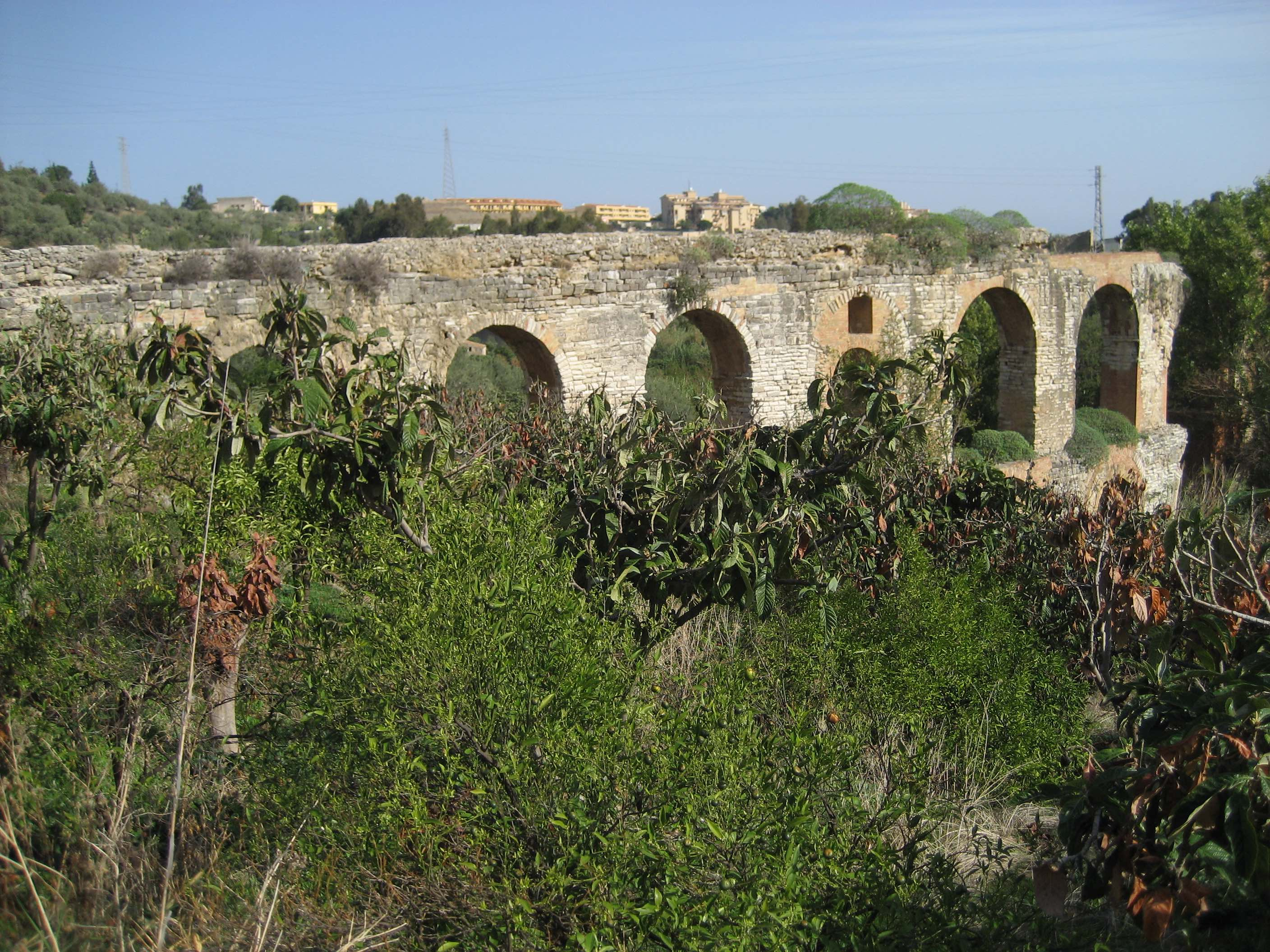
Termini Imerese Acquedotto romano
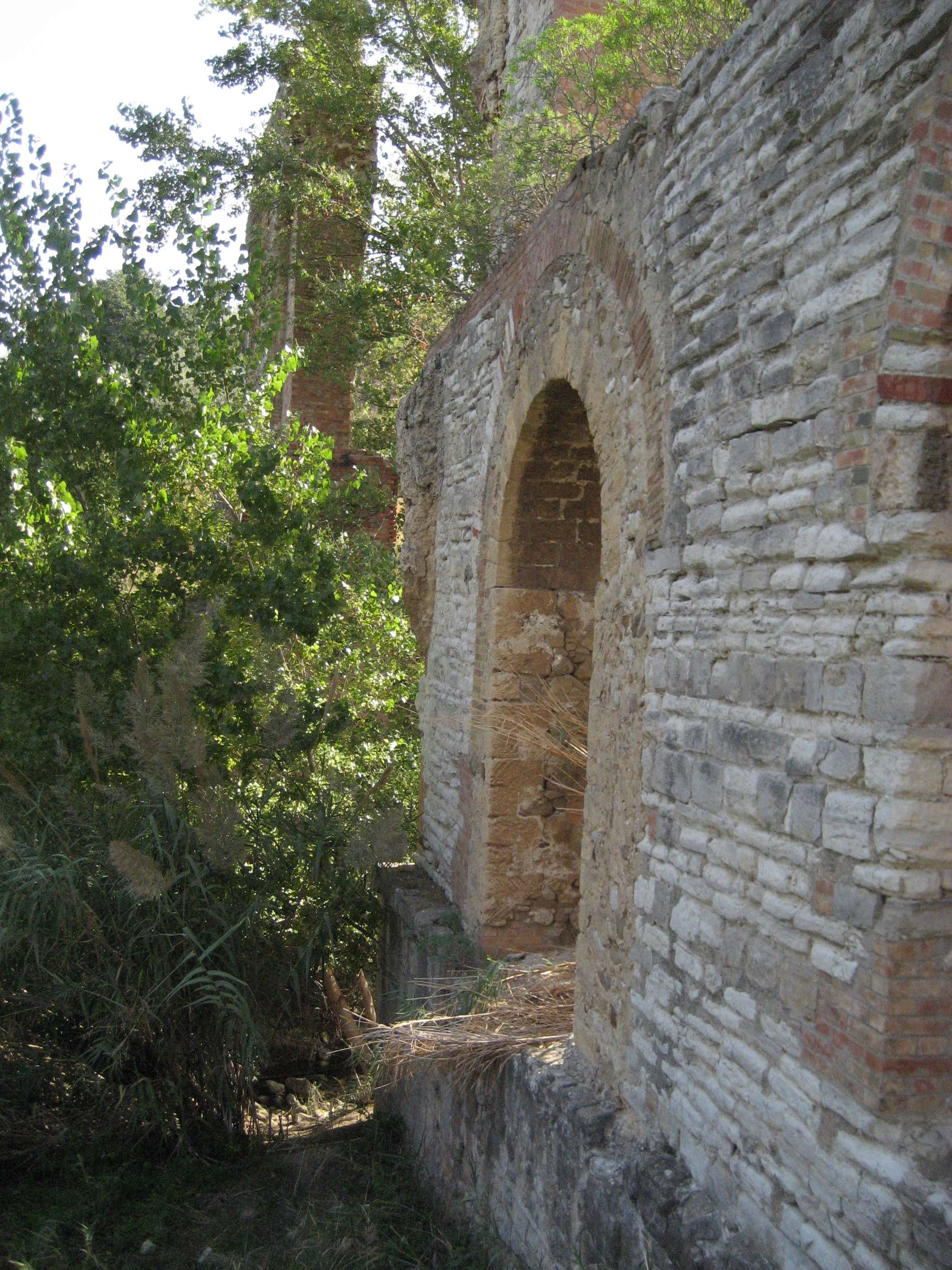
Termini Imerese Acquedotto romano

## Società

### Evoluzione demografica
Abitanti censiti

### Etnie e minoranze straniere
Al 1 gennaio 2023 i residenti stranieri erano 357, pari all'1,42% della popolazione.

## Cultura

### Istruzione

#### Biblioteca Liciniana
La Biblioteca Liciniana è la biblioteca comunale di Termini Imerese; istituita il 17 maggio del 1800, su iniziativa dal sacerdote Giuseppe Ciprì e, successivamente, chiamata “Liciniana”, dallo pseudonimo di Mopso Licinio che egli stesso aveva scelto entrando nell'Accademia euracea. La biblioteca nel 2009 possiede un patrimonio di 102.000 volumi e un archivio di atti risalente al XVI secolo.

### Musei

#### Museo Civico
Nel Museo Civico, installato nell'ex-ospedale dei Fatebenefratelli (in via del Museo Civico, di fronte al Duomo), sono esposti numerosi ed importanti reperti provenienti dalla città e dal suo territorio. Tra questi, otto teste leonine della sima del Tempio della Vittoria a Himera; due leoni in tufo del Foro; un mosaico con pesci; ritratti imperiali (ritratto giulio-claudio; di Agrippina maggiore; di Domiziano; di una dama traianea; statue togate). Inoltre, la ricchissima collezione epigrafica. Tra i dipinti il trittico del 1453 raffigurante la Madonna che allatta il Bambino ritratta tra San Giovanni Battista e San Michele Arcangelo, dipinto proveniente dalla chiesa di Santa Maria della Misericordia, opera attribuita a Gaspare da Pesaro.

### Media
Ha sede nel comune radio Panorama

### Eventi
- Carnevale di Termini Imerese

## Infrastrutture e trasporti

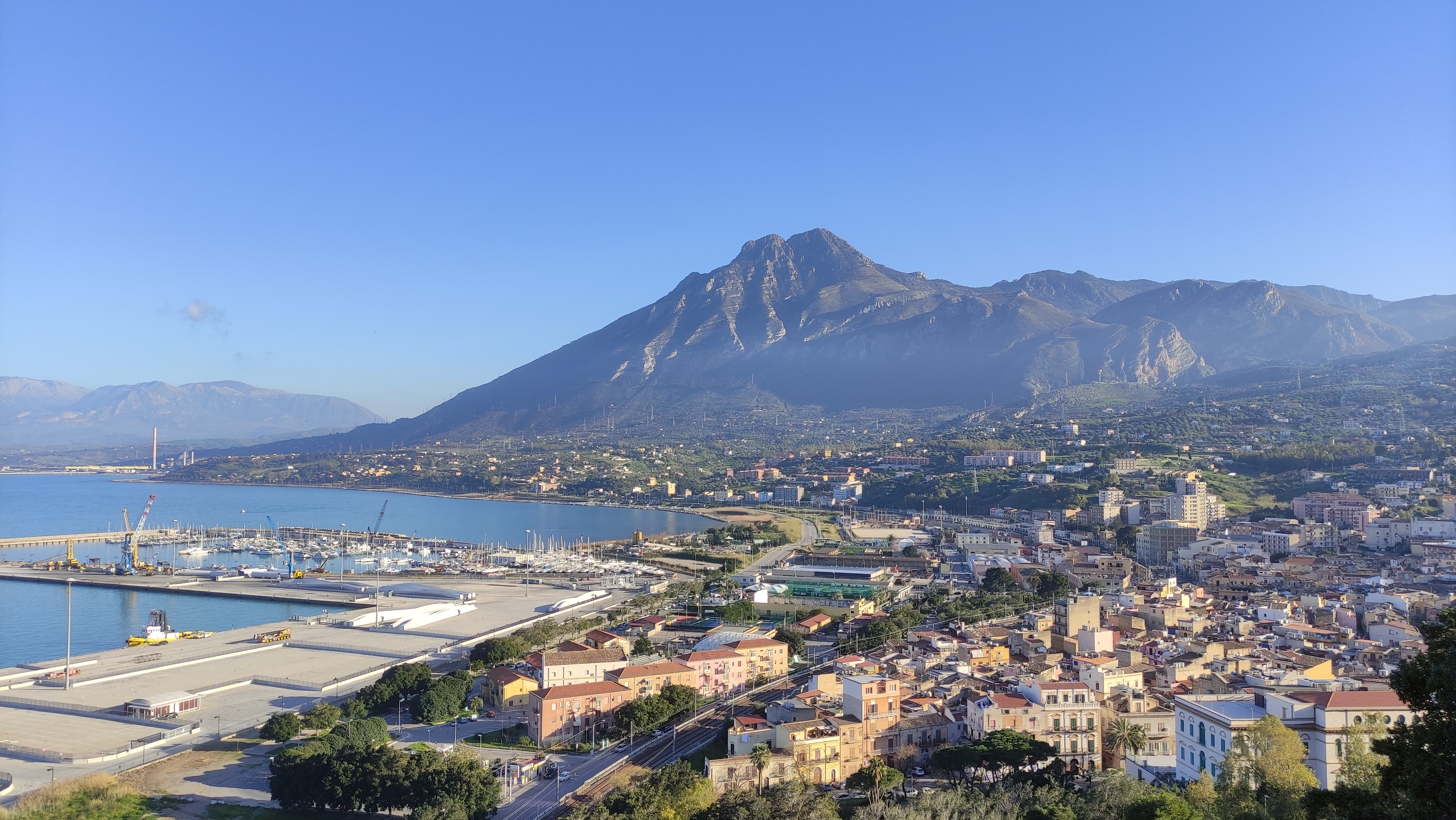
Panorama del porto, della parte bassa della città e del monte Eurako

### Strade
I collegamenti stradali principali sono rappresentati da:
- A19 Palermo – Catania: uscite Termini Imerese, agglomerato industriale e Buonfornello (la frazione è il punto d'incontro tra l'autostrada A19 Palermo-Catania e l'autostrada A20 (di cui Buonfornello è il termine per Messina).
- Strada statale 113 Settentrionale Sicula attraversa Termini Imerese e collega il centro con il porto e la zona industriale, con la SS 120 presso il bivio di Cerda ed i centri Campofelice di Roccella a est e Trabia a ovest
- Strada statale 285 di Caccamo collega il centro con Caccamo e Roccapalumba.
- Strada provinciale 121

### Ferrovie
I collegamenti ferroviari sono assicurati dalla stazione di Termini Imerese, che si trova lungo la direttrice ferroviaria Palermo-Messina, Palermo-Agrigento e Palermo-Catania. Nel comune esistono anche la stazione di Fiumetorto, stazione di Buonfornello e la stazione di Cerda.

### Porti
- Porto di Termini Imerese

## Amministrazione
Di seguito è presentata una tabella relativa alle amministrazioni che si sono succedute in questo comune.
| Periodo          | Periodo          | Primo cittadino          | Partito              | Carica              | Note   |
| ---------------- | ---------------- | ------------------------ | -------------------- | ------------------- | ------ |
| 5 ottobre 1988   | 12 giugno 1990   | Giovanni Aglieri Rinella | Democrazia Cristiana | Sindaco             | [ 15 ] |
| 12 giugno 1990   | 6 luglio 1992    | Giovanni Aglieri Rinella | Democrazia Cristiana | Sindaco             | [ 15 ] |
| 6 luglio 1992    | 8 febbraio 1993  | Aurelio Pravatà          | Democrazia Cristiana | Sindaco             | [ 15 ] |
| 11 marzo 1993    | 29 maggio 1995   | Isabella Giannola        |                      | Comm. straordinario | [ 15 ] |
| 11 marzo 1993    | 14 dicembre 1994 | Serafina Buarnè          |                      | Comm. straordinario | [ 15 ] |
| 11 marzo 1993    | 18 luglio 1994   | Mario Fratantonio        |                      | Comm. straordinario | [ 15 ] |
| 18 luglio 1994   | 29 maggio 1995   | Riccardo Cirillo         |                      | Comm. straordinario | [ 15 ] |
| 14 dicembre 1994 | 29 maggio 1995   | Maurizio Di Pasquale     |                      | Comm. straordinario | [ 15 ] |
| 30 maggio 1995   | 28 giugno 1999   | Enzo Giunta              | lista civica         | Sindaco             | [ 15 ] |
| 28 giugno 1999   | 14 giugno 2004   | Luigi Purpi              | Forza Italia         | Sindaco             | [ 15 ] |
| 14 giugno 2004   | 8 giugno 2009    | Enzo Giunta              | centro-sinistra      | Sindaco             | [ 15 ] |
| 10 giugno 2009   | 10 giugno 2014   | Salvatore Burrafato      | centro-sinistra      | Sindaco             | [ 15 ] |
| 10 giugno 2014   | 12 luglio 2016   | Salvatore Burrafato      | centro-sinistra      | Sindaco             | [ 15 ] |
| 10 agosto 2016   | 25 giugno 2017   | Girolamo Di Fazio        |                      | Comm. straordinario | [ 15 ] |
| 26 giugno 2017   | 15 maggio 2019   | Francesco Giunta         | FI - FdI-AN          | Sindaco             | [ 15 ] |
| 4 gennaio 2020   | 4 ottobre 2020   | Antonio Lo Presti        |                      | Comm. straordinario | [ 15 ] |
| 5 ottobre 2020   | in carica        | Maria Terranova          | M5S - PD             | Sindaco             | [ 15 ] |

### Gemellaggi
- Elk Grove Village, dal 2002
- La Valletta, dal 2014
- Zihuatanejo, dal 2014 Ixtapa
- Vilnius, dal 2014
- Maranello, dal 2016